# Commes
Commes ist eine französische Gemeinde mit 470 Einwohnern (Stand: 1. Januar 2022) im Département Calvados in der Region Normandie (vor 2016 Basse-Normandie). Sie gehört zum Arrondissement Bayeux und zum Kanton Bayeux. Die Einwohner werden Commésiens genannt.

## Geografie
Commes liegt an der Ärmelkanalküste, etwa sieben Kilometer nordnordöstlich von Bayeux und etwa 32 Kilometer nordnordwestlich von Caen. Umgeben wird Commes von den Nachbargemeinden Longues-sur-Mer im Osten, Vaux-sur-Aure im Südosten, Maisons im Süden sowie Port-en-Bessin-Huppain im Westen.

## Geschichte
Der Strand von Commes gehört zu einem Abschnitt des sog. Gold Beach, an dem die Alliierten am 6. Juni 1944 anlandeten.
| Jahr      | 1962 | 1968 | 1975 | 1982 | 1990 | 1999 | 2006 | 2019 |
| --------- | ---- | ---- | ---- | ---- | ---- | ---- | ---- | ---- |
| Einwohner | 350  | 324  | 278  | 360  | 382  | 397  | 411  | 432  |

## Sehenswürdigkeiten
- Kirche Notre-Dame aus dem 11. Jahrhundert, 1897 wieder errichtet, Monument historique seit 1926
- Schloss Le Bosq aus dem 18. Jahrhundert
- Schloss Escures aus dem 18. Jahrhundert
- Herrenhaus von Commes, 1869 bis 1873 wieder errichtet
- Zehntscheune aus dem 17. Jahrhundert

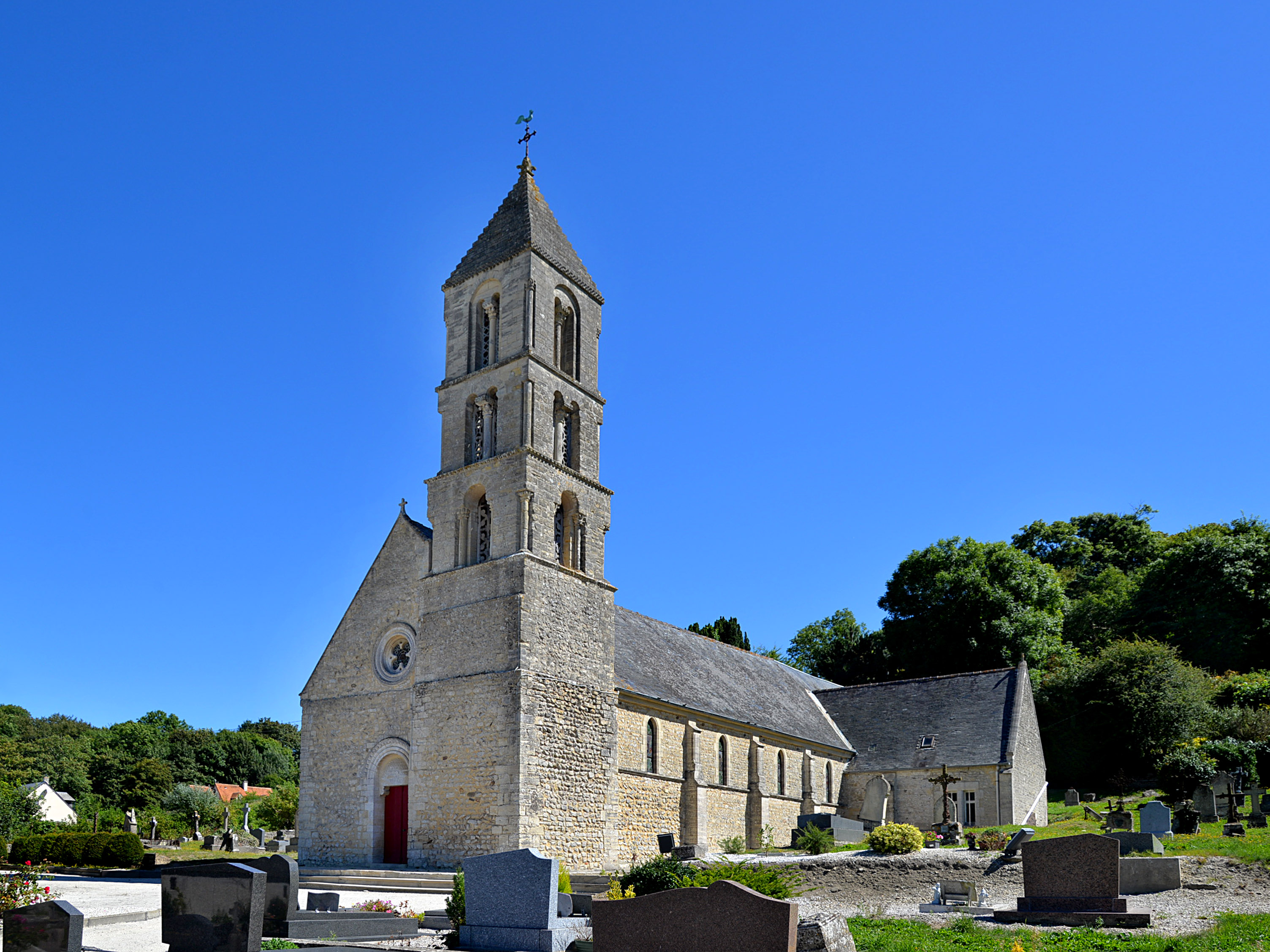
Kirche Notre-Dame
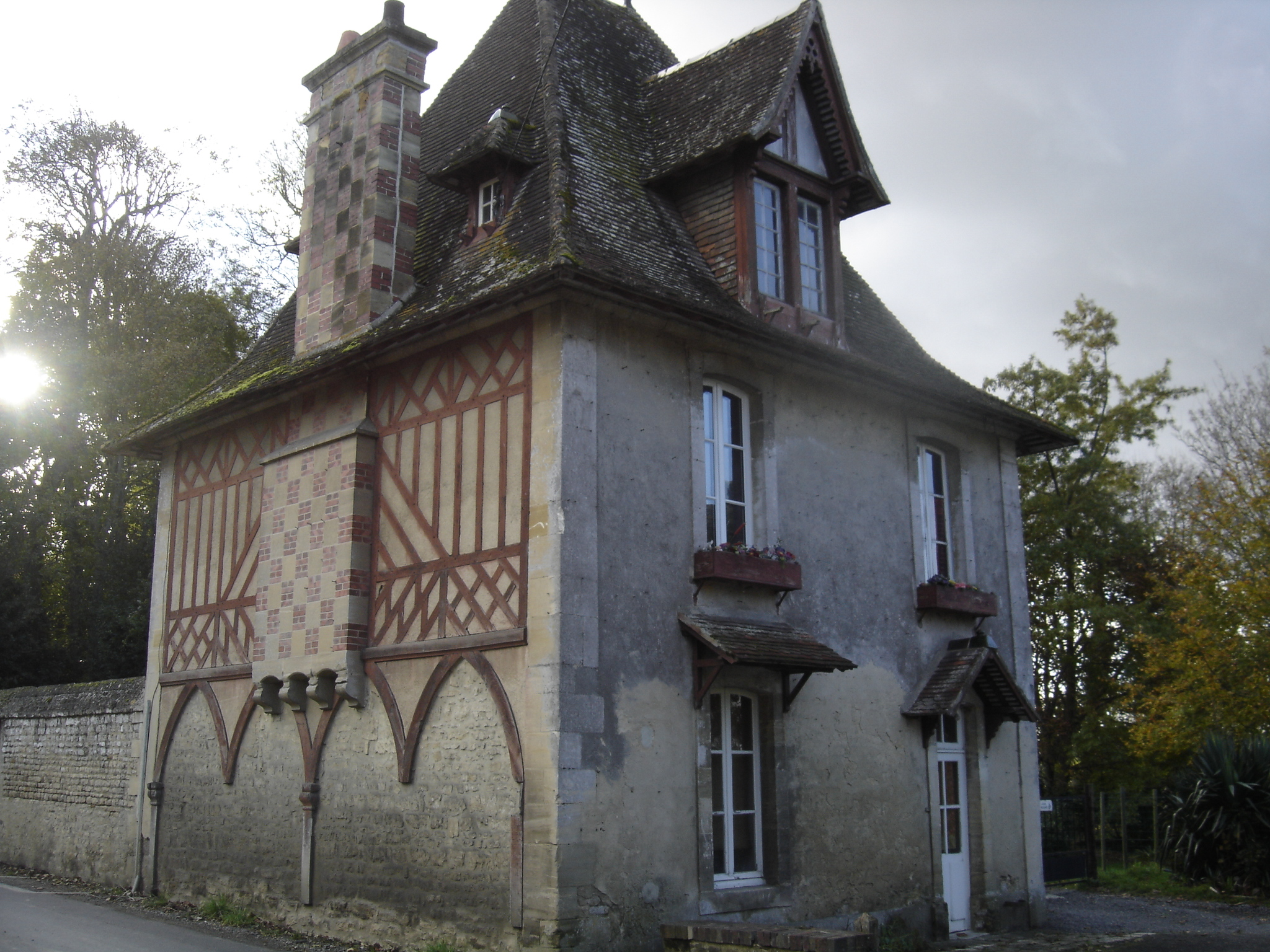
Pavillon des Herrenhauses von Commes